# Lisa Blount
Lisa Blount (Fayetteville, Arkansas, 1 de juliol de 1957 - Little Rock, Arkansas, 25 d'octubre de 2010) fou una actriu de cinema i productora estatunidenca, guanyadora de l'Oscar al millor curtmetratge el 2001.

## Pel·lícules
Lisa Blount va començar a actuar a pel·lícules des de molt jove, el 1977. El 1982 va a actuar amb els actors Richard Gere i Debra Winger a An Officer and a Gentleman, el 1989 amb Rutger Hauer a Blind Fury i amb Dennis Quaid, Winona Ryder i Alec Baldwin a Great Balls of Fire!. Parella de l'actor i director de cinema Ray McKinnon, amb qui va guanyar en 2001 l'Oscar de l'Acadèmia de Hollywood al millor curtmetratge per The Accountant.

## Filmografia
Cinema
- September 30, 1955 (1977)
- The Swap (1979)
- Dead and Buried (1981)
- An Officer and a Gentleman (1982)
- Radioactive Dreams (1984)
- Cut and Run (1985)
- El príncep de les tenebres (Prince of Darkness) (1987)
- South of Reno (1988)
- Out Cold (1989)
- Gran bola de foc (Great Balls of Fire!) (1989)
- Blind Fury (1989)
- Femme Fatale (1991)
- Needful Things (1993)
- Stalked (1994)
- Box of Moon Light (1996)
- If...Dog...Rabbit... (1999)
- Birdseye (2002)
- Chrystal (2004)
- Randy and the Mob (2007)

TV
- The Hitchhicker
- Starman
- Magnum
- Murder She Wrote
- Picket Fences
- The Client
- Profit
- Judge Amy

## Premis
- 2001. Oscar al millor curtmetratge per The Accountant